# Mateusz Bartolewski
Mateusz Bartolewski (Szczecinek, 12 gennaio 1998) è un calciatore polacco, difensore del Chrobry Głogów.

## Carriera
Cresciuto nel settore giovanile del Pogoń Stettino, trascorre i primi anni di carriera fra terza e quarta divisione polacca con le maglie di Stilon e Ruch Chorzów.
Nel 2020 viene acquistato dallo Zagłębie Lubin ed il 20 settembre debutta in Ekstraklasa nel match pareggiato 1-1 contro il KS Cracovia.

## Statistiche
Statistiche aggiornate al 17 dicembre 2021.

### Presenze e reti nei club
| Stagione        | Squadra           | Campionato      | Campionato | Campionato | Coppe nazionali | Coppe nazionali | Coppe nazionali | Coppe continentali | Coppe continentali | Coppe continentali | Altre coppe | Altre coppe | Altre coppe | Totale | Totale | Totale |
| Stagione        | Squadra           | Comp            | Pres       | Reti       | Comp            | Pres            | Reti            | Comp               | Pres               | Reti               | Comp        | Pres        | Reti        | Pres   | Reti   |        |
| --------------- | ----------------- | --------------- | ---------- | ---------- | --------------- | --------------- | --------------- | ------------------ | ------------------ | ------------------ | ----------- | ----------- | ----------- | ------ | ------ | ------ |
| 2016-2017       | Pogoń Stettino II | 3L              | 6          | 0          |                 | -               | -               |                    | -                  | -                  |             | -           | -           | 6      | 0      |        |
| 2017-2018       | Stilon            | 3L              | 20         | 2          | CP              | 0               | 0               |                    | -                  | -                  |             | -           | -           | 20     | 2      |        |
| 2018-2019       | Ruch Chorzów      | 2L              | 23         | 4          | CP              | 1               | 0               |                    | -                  | -                  |             | -           | -           | 24     | 4      |        |
| 2019-2020       | Ruch Chorzów      | 3L              | 14         | 4          | CP              | 2               | 1               |                    | -                  | -                  |             | -           | -           | 16     | 5      |        |
| 2020-2021       | Zagłębie Lubin II | 3L              | 3          | 2          |                 | -               | -               |                    | -                  | -                  |             | -           | -           | 3      | 2      |        |
| 2020-2021       | Zagłębie Lubin    | EK              | 10         | 0          | CP              | 2               | 0               |                    | -                  | -                  |             | -           | -           | 12     | 0      |        |
| 2021-2022       | Zagłębie Lubin    | EK              | 15         | 1          | CP              | 3               | 0               |                    | -                  | -                  |             | -           | -           | 18     | 1      |        |
| Totale carriera | Totale carriera   | Totale carriera | 91         | 13         |                 | 8               | 1               |                    | -                  | -                  |             | -           | -           | 99     | 14     |        |